# São Pedro de Nordestinho
São Pedro de Nordestinho ist eine portugiesische Gemeinde (Freguesia) im Kreis (Município) Nordeste auf der Azoreninsel São Miguel. In ihr leben 245 Einwohner (Stand 19. April 2021).